# أرتشيبالد سايس
أرتشيبالد سايس (بالإنجليزية: Archibald Sayce) (و. 1845 – 1933 م) هو لغوي، وعالم آثار، ومؤرخ، وعالم مصريات من المملكة المتحدة .
توفي في باث .

## روابط خارجية
- أرتشيبالد سايس على موقع الموسوعة البريطانية (الإنجليزية)